# Wendlandia fulva
Wendlandia fulva är en måreväxtart som beskrevs av John Macqueen Cowan. Wendlandia fulva ingår i släktet Wendlandia och familjen måreväxter.
Artens utbredningsområde är Java. Inga underarter finns listade i Catalogue of Life.